# Fkih Ben Salah

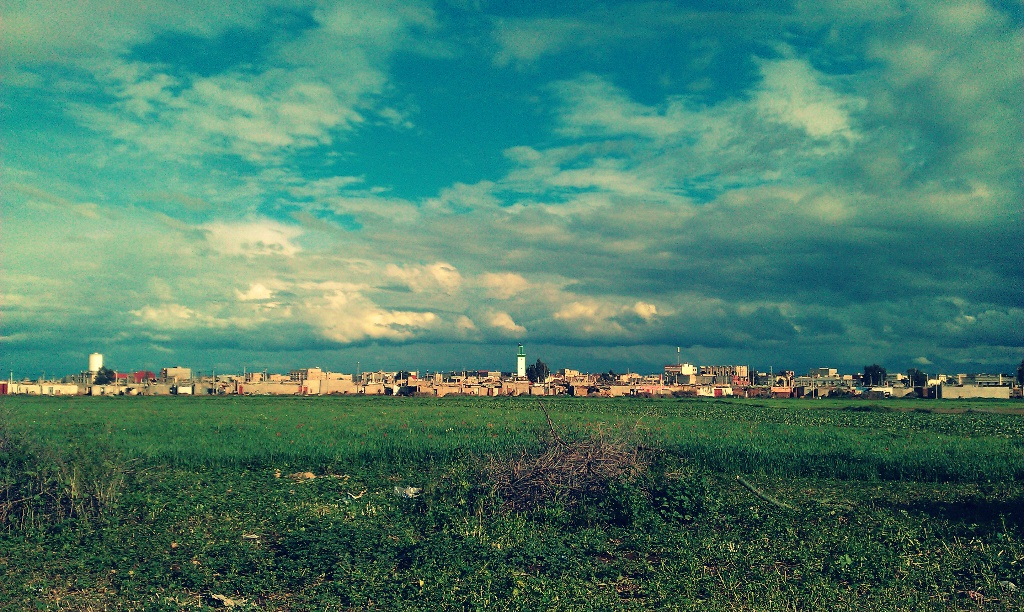
Fkih Ben Salah

Fkih Ben Salah (arabisch الفقيه بن صالح, DMG al-Fqīh b. Ṣaleh; marokkanisches Tamazight ⴼⵇⵉⵀ ⴱⴻⵏ ⵚⴰⵍⴻⵃ Fqih Ben Ṣaleḥ) ist eine marokkanische Großstadt mit knapp 100.000 Einwohnern in der Provinz Fquih Ben Salah in der Region Béni Mellal-Khénifra.

## Toponym
Der alte Name des Ortes bzw. seines Umlandes lautete Beni Amir. Die Umbenennung erfolgte zu Ehren des hier verehrten Marabouts Wali Salih.

## Lage und Klima
Fkih Ben Salah liegt im Westen der Tadla-Ebene zwischen den Städten Béni Mellal im Südosten und Khouribga im Nordwesten in einer Höhe von ca. 440 m. Das Klima ist meist trocken und warm; Regen (ca. 485 mm/Jahr) fällt nahezu ausnahmslos in den Wintermonaten.

## Bevölkerung
| Jahr      | 1994   | 2004   | 2014    | 2024   |
| Einwohner | 74.697 | 82.448 | 102.019 | 97.380 |

Die Bevölkerung der Stadt besteht nahezu ausschließlich aus Angehörigen verschiedener Berberstämme der Umgebung. Die meisten sind – wegen ausbleibender Regenfälle in ihren Heimatdörfern, aber auch aus soziokulturellen Gründen (Hoffnung auf Arbeit, Verbesserung der materiellen Lebensbedingungen und der Gesundheitsvorsorge, bessere Möglichkeiten zur schulischen Ausbildung der Kinder etc.) – seit den 1970er Jahren zugewandert.

## Wirtschaft
Die in den Dörfern der Umgebung betriebene Landwirtschaft bildet immer noch die Grundlage allen Wirtschaftens. In der Stadt selbst haben sich Handwerker, Händler und Dienstleister aller Art (Ärzte, Schulen, Banken etc.) angesiedelt. Außerdem gibt zwei Großmolkereien.

## Geschichte
Noch zu Beginn des 20. Jahrhunderts existierte hier nur ein kleiner Marktort mit etwa 3.000 Einwohnern. Dieser lag im historischen Territorium des arabisch-stämmigen Stammes der Beni Amir; ein Teil des Ortes befand sich auch in den Händen des südlich angrenzenden Stammes der der Beni Moussa. Seit dem Jahr 2015 gehört Fkih Ben Salah zur neu entstandenen Region Béni Mellal-Khénifra.

## Partnerstadt
- Don Benito, Spanien

## Persönlichkeiten
- Ruby Rubacuori (* 1992), marokkanisch-italienisches Callgirl, Schützling von Silvio Berlusconi
- Iliass Aouani (* 1995), italienischer Langstreckenläufer